# Marcos Pontes
Marcos Cesar Pontes ONM • Embaixador da Boa Vontade da UNIDO •  GOMM • GOMA • ORB (Bauru, 11 de março de 1963) é um engenheiro, astronauta e político brasileiro filiado ao Partido Liberal (PL). É tenente-coronel aviador da Força Aérea Brasileira (FAB), atualmente na reserva, e foi Ministro da Ciência, Tecnologia e Inovações de 2019 a 2022 no Governo Jair Bolsonaro. Atualmente é senador por São Paulo.
Foi o primeiro brasileiro, sul-americano e lusófono a ir ao espaço, na missão batizada "Missão Centenário", em referência à comemoração dos cem anos do voo de Santos Dumont no avião 14-bis. Em 30 de março de 2006, partiu para a Estação Espacial Internacional (ISS) a bordo da nave russa Soyuz TMA-8, com oito experimentos científicos brasileiros para execução em ambiente de microgravidade. Retornou no dia 8 de abril, a bordo da nave Soyuz TMA-7. Com o feito, Pontes tornou-se o primeiro brasileiro e quinto latino-americano a ir ao espaço.
De 2011 a 2018, atuou como embaixador da Organização da ONU para o Desenvolvimento Industrial (UNIDO). Nas eleições de 2018, foi eleito segundo suplente de senador na chapa encabeçada por Major Olímpio. Em 31 de outubro de 2018, aceitou o convite do então presidente eleito Jair Bolsonaro para assumir o Ministério da Ciência, Tecnologia e Inovações.

## Carreira

### Militar
Formou-se no Colégio Liceu Noroeste, em Bauru, estado de São Paulo, em 1980. Em 1984, recebeu o bacharelado em Ciências Aeronáuticas da Academia da Força Aérea (AFA), em Pirassununga, São Paulo. Em 1989, iniciou o curso de engenharia aeronáutica no Instituto Tecnológico de Aeronáutica (ITA), em São José dos Campos, São Paulo, recebendo o título de engenheiro em 1993. Em 1998, obteve o mestrado em engenharia de sistemas pela Naval Postgraduate School, em Monterrei, Califórnia. Possui ainda bacharelado em administração pública pela Academia da Força Aérea de Pirassununga. Como piloto da FAB, tem quase 2 000 horas de voo em 25 tipos de aeronaves, entre elas F-15, F-16, F-18 e MIG-29.

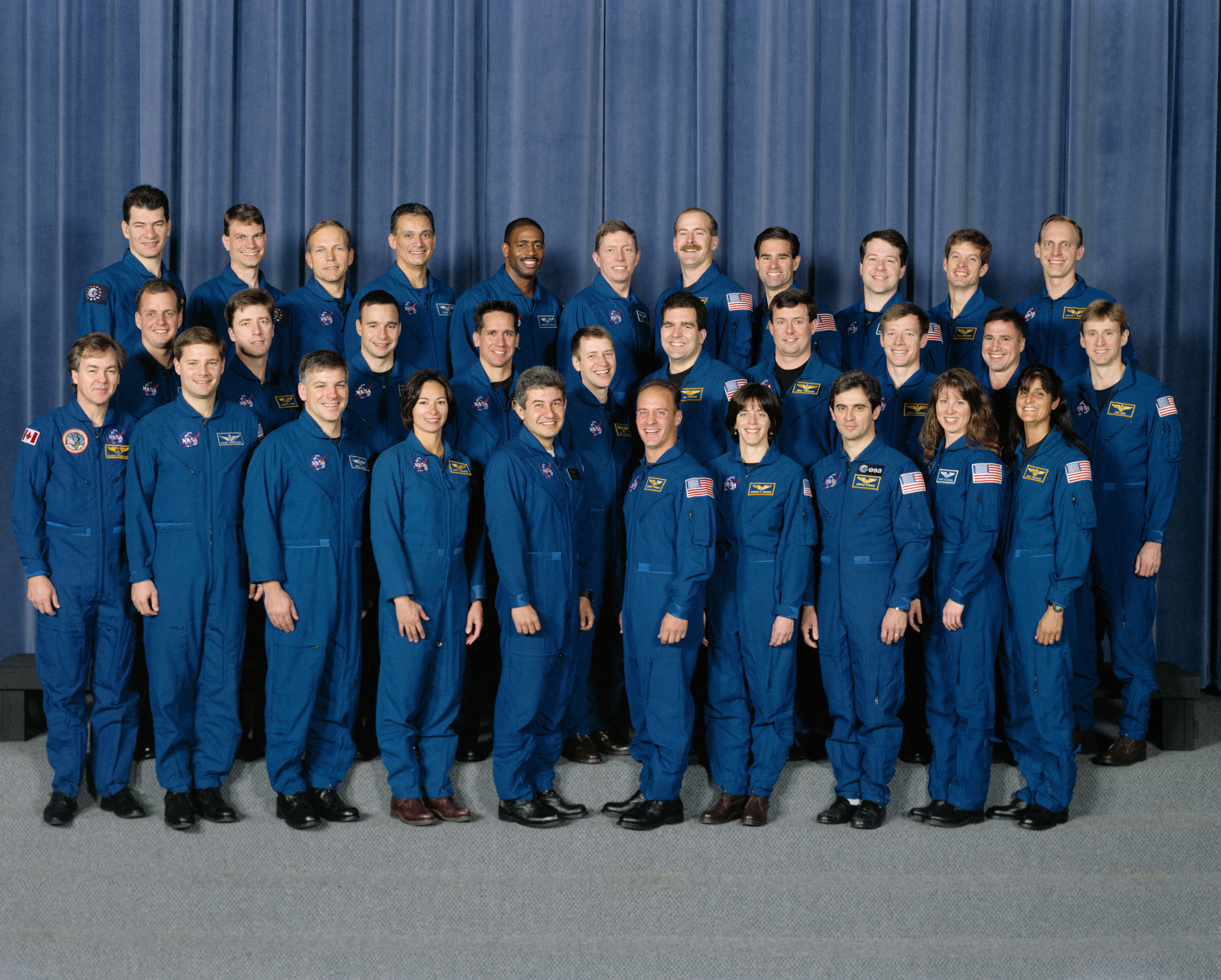
Grupo 17 ("Os Pinguins") de candidatos a astronauta de 1998 da NASA, incluindo Marcos Pontes.

Em junho de 1998, foi selecionado para o programa espacial da NASA, para a candidatura a que o país tinha direito no programa espacial do governo estadunidense, pelo fato de integrar o esforço multinacional de construção da Estação Espacial Internacional. Iniciou o treinamento obrigatório em agosto daquele ano no Centro Espacial Lyndon B. Johnson, em Houston. Seu grupo de treinamento número 17 da NASA foi apelidado como “Os Pinguins”. Em dezembro de 2000, ao concluir o curso, foi declarado oficialmente "astronauta da NASA". Seu voo inaugural fora originalmente marcado para o ano de 2001, como parte da construção da Estação Espacial Internacional. Mais especificamente, o objetivo da missão seria transportar e instalar o módulo construído no Brasil (conhecido como "Express Pallet"). Devido o atraso das entregas que o Brasil deveria fazer forçaram, no entanto, o adiamento da missão para 2003. Ao se aproximar a data, persistentes problemas financeiros indicavam novo adiamento, mas o acidente que resultou na destruição do ônibus espacial Columbia, em fevereiro de 2003, suspendeu todos os voos da NASA por tempo indeterminado.

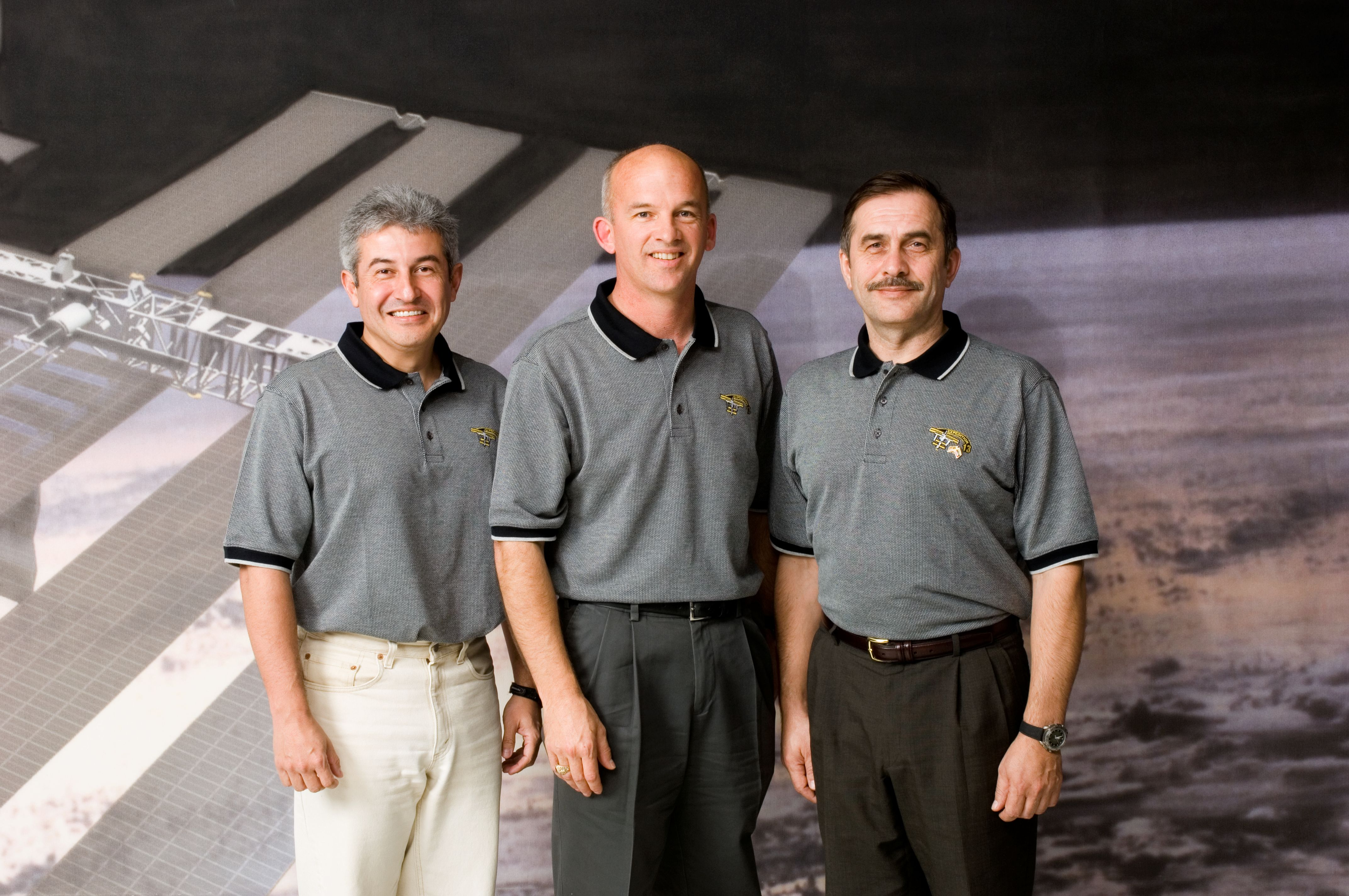
Astronauta Marcos Pontes (esquerda), da Agência Espacial Brasileira; astronauta Jeffrey Williams, oficial e engenheiro de voo, da NASA; e cosmonauta Pavel Vinogradov, comandante, da Agência Espacial Federal Russa, no Centro Espacial Lyndon B. Johnson.

Em 18 de outubro de 2005, a Agência Espacial Brasileira (AEB) e a Agência Espacial Federal Russa (Roscosmos) assinaram um contrato, no qual a AEB pagou US$ 10 milhões para Marcos Pontes ser levado pela nave espacial russa Soyuz, que possibilitou a realização da primeira missão espacial tripulada brasileira, batizada como Missão Centenário, em referência à comemoração dos cem anos do voo de Santos Dumont. A tripulação, composta por Pontes, Jeffrey Williams, astronauta estadunidense e o russo Pavel Vinogradov, comandante da missão, decolou no dia 29 de março de 2006, às 23h30min (horário no Brasil), no Centro de Lançamento de Baikonur, no Cazaquistão. Eles seguiram, na nave Soyuz TMA-8, para a Estação Espacial Internacional, levando 15 quilos de carga da Agência Espacial Brasileira, incluindo oito experimentos científicos criados por universidades e centros de pesquisas brasileiros, que não resultaram em grandes avanços para a ciência brasileira, dentre eles analisar efeitos de radiação em bactérias e plantar um pé de feijão. A missão, realizada com sucesso, teve duração de cerca de 10 dias, sendo dois dias a bordo da Soyuz e oito na ISS. De acordo com o médico da Aeronáutica Luiz Cláudio Lutiis, que fez o acompanhamento da saúde do astronauta brasileiro, a direção da Agência Espacial Brasileira (AEB) "não ajudou no que deveria e atrapalhou no que podia" na preparação do primeiro voo para o espaço de um astronauta brasileiro". Lutiis afirmou que sem a ajuda da NASA o astronauta estaria isolado do mundo e que só estavam mantendo um contato decente via Internet com a ajuda da NASA.
Em 12 de abril de 2006, Pontes foi condecorado pelo então presidente Luiz Inácio Lula da Silva à admissão na Ordem de Rio Branco no grau de Oficial suplementar por mérito militar. Na semana seguinte, em 20 de abril, foi homenageado na cidade de Brasília em solenidade da Agência Espacial Brasileira (AEB), recebendo mais uma vez do presidente Lula uma condecoração, dessa vez da Ordem Nacional do Mérito. Em 21 de abril de 2006, retornou à sua cidade natal de Bauru, interior do Estado de São Paulo, e foi recebido como herói por um público de mais de 5 mil pessoas, com direito a apresentação da Esquadrilha da Fumaça. Posteriormente, participou de uma carreata no topo de um veículo do corpo de bombeiros, além de realizar uma palestra no Teatro Municipal. Após seu retorno, solicitou a reserva da FAB. A aposentadoria aos 43 anos foi alvo de críticas no Congresso Nacional, do Palácio do Planalto, da AEB (Agência Espacial Brasileira) e da Aeronáutica que esperavam que Pontes poderia oferecer um fator de estímulo ao programa espacial e a novas adesões às Forças Armadas, assim como tutoria e treinamento à novos astronautas, justificando um investimento de 10 milhões de dólares por parte do Governo Federal. Em 18 de maio de 2006, de acordo com o Diário Oficial da União (DOU), foi publicada sua transferência para a reserva remunerada da FAB. O Brasil investiu cerca de 37 milhões de reais no projeto de envio de um astronauta brasileiro à ISS, aí incluídos o pagamento da viagem e os sete anos de treinamento na NASA.

### Empresarial

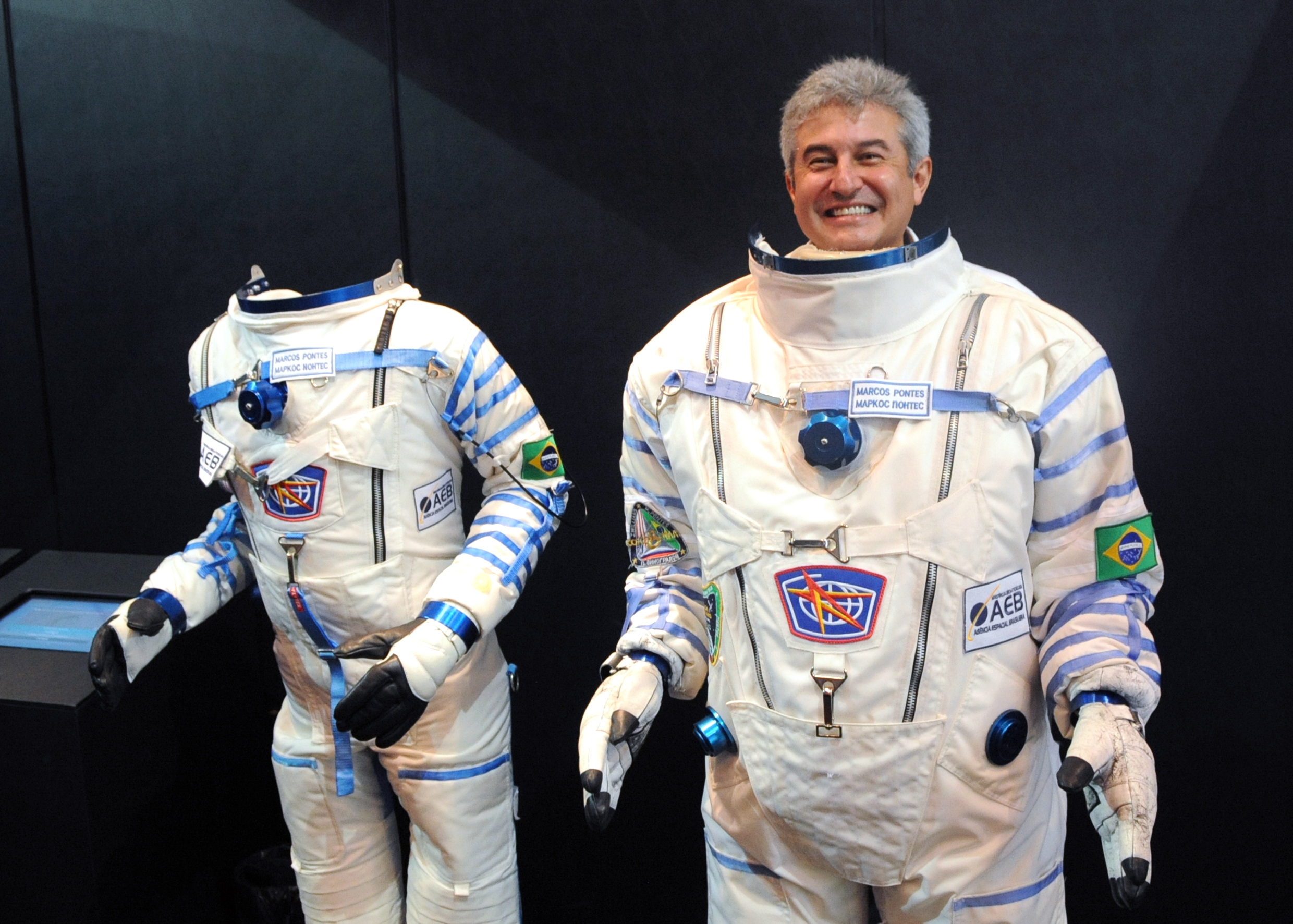
Em 19 de outubro de 2009, na abertura da Semana Nacional de Ciência e Tecnologia.

No campo privado, tem atuado como professor e palestrante, promovendo consultorias a diversas empresas de pequeno, médio e grande porte, no Brasil e no exterior: Coach Especialista em Performance e Desenvolvimento Pessoal e Profissional, Professor e Pesquisador convidado do Instituto de Estudos Avançados da USP-SC, Diretor Técnico do Instituto Nacional para o Desenvolvimento Espacial e Aeronáutico e Embaixador Mundial da WorldSkills International para o ensino profissionalizante, Embaixador no Brasil da Fundação FIRST para a promoção do ensino científico, Embaixador das Nações Unidas para o Desenvolvimento Industrial, Presidente da Fundação Astronauta Marcos Pontes. É agora, também, empresário.
Foi garoto-propaganda dos travesseiros da NASA. Fabricado pela empresa catarinense Marcbrayn, o nome do travesseiro de poliuretano era um golpe de publicidade. A sigla não significa National Aeronautics and Space Administration, mas "Nobre e Autêntico Suporte Anatômico". Claudio Marcolino, dono da empresa, afirma que seu faturamento quintuplicou desde a contratação de Pontes. O contrato vigora até hoje. Em julho de 2012, foi eleito um dos "100 maiores brasileiros de todos os tempos" em concurso realizado pelo SBT com a BBC de Londres.
Marcos Pontes oferecia pacotes turísticos para visitar os destroços do RMS Titanic no Titan por meio de sua agência de viagens. O anúncio, veiculado no site da agência, foi removido após as notícias sobre o incidente do submersível Titan. A assessoria de imprensa de Pontes declarou que não chegou a vender esse pacote para tripulantes dessa viagem específica.

### Política

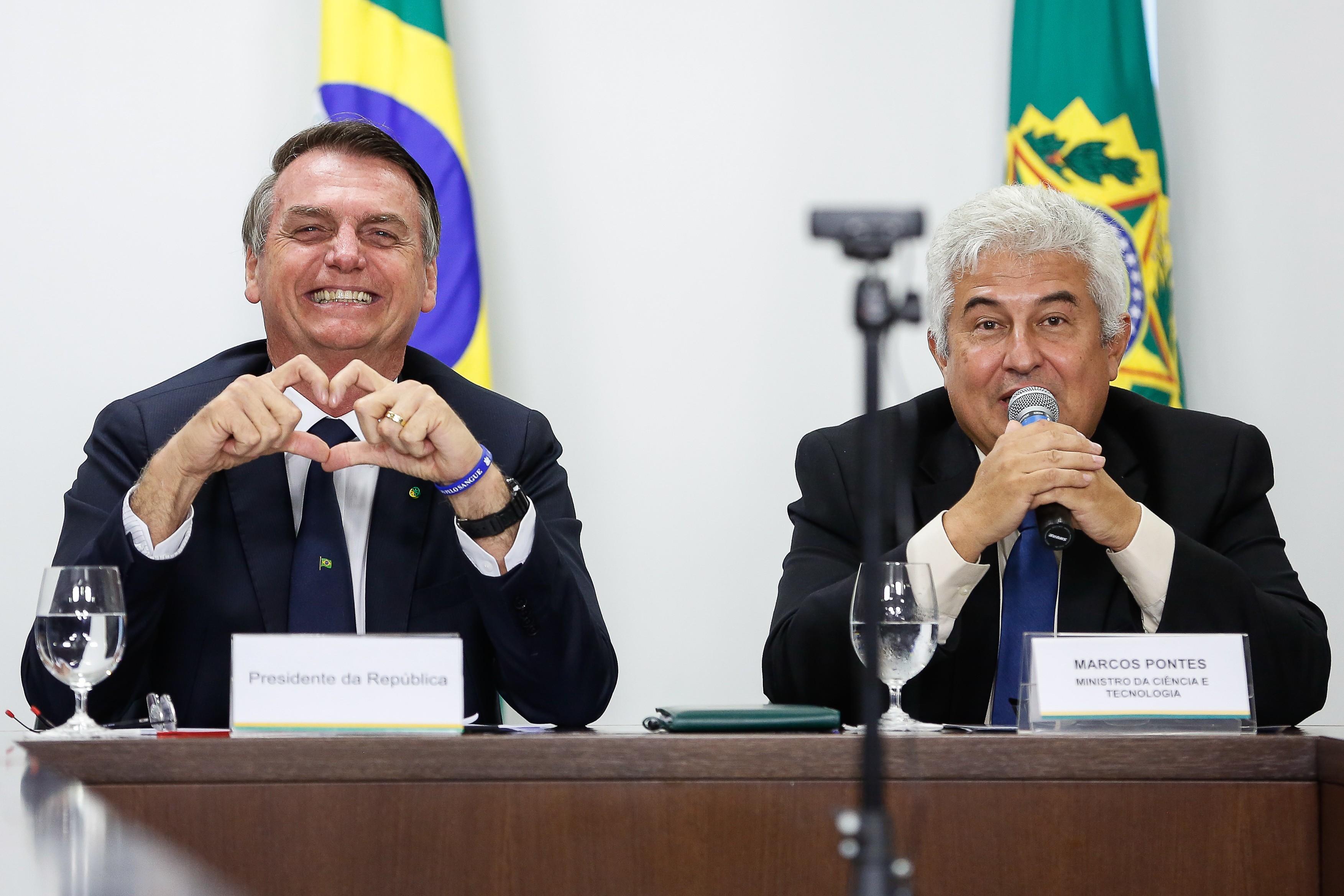
Marcos Pontes ao lado de Jair Bolsonaro em 2019

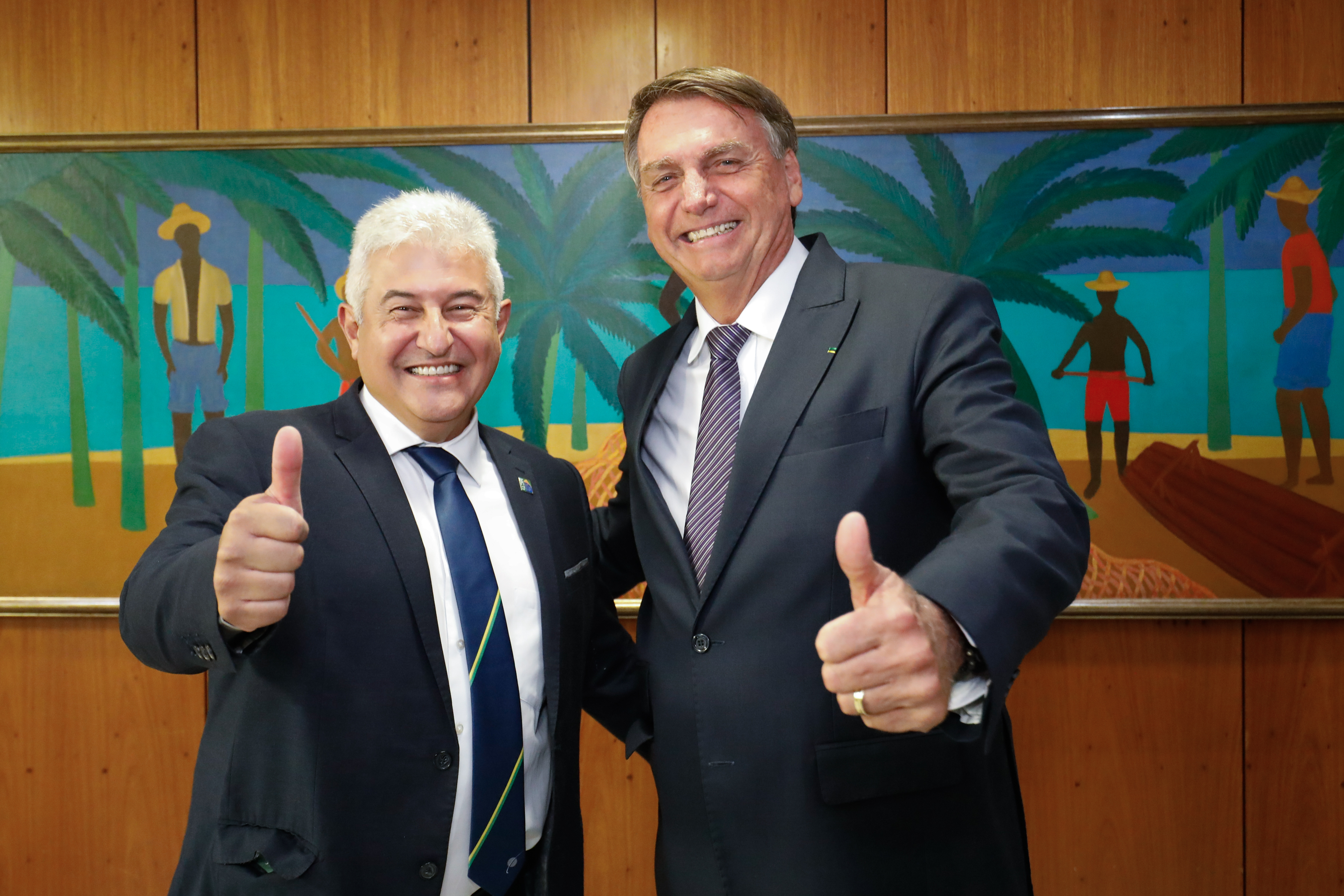
Pontes e Jair Bolsonaro em 2022

Nas eleições estaduais em São Paulo em 2014, Marcos Pontes concorreu a  uma vaga de deputado federal pelo Partido Socialista Brasileiro (PSB), por São Paulo e alcançou a suplência, com 43 707 votos (0,21%) e nas eleições estaduais em São Paulo em 2018 foi eleito juntamente com Major Olímpio como segundo suplente no Senado pelo PSL. Em 31 de outubro, o então presidente Jair Bolsonaro anunciou que Marcos Pontes seria o Ministro da Ciência e Tecnologia. A escolha do Marcos Pontes como Ministro deixou a comunidade científica com opiniões divididas, que vão desde como o público vê a profissão de astronauta em ligação com a ciência e o fato do ministro não ser um cientista e pesquisador atuante, além da preocupação com sua falta de articulação política.
Após a divulgação dos dados do desmatamento na Amazônia pelo Instituto Nacional de Pesquisas Espaciais (INPE) desacreditados por Bolsonaro, Marcos Pontes chamou o então Presidente do INPE Ricardo Galvão para tratar da forma como ele tem agido na mídia e também declarou compartilhar "...a estranheza expressa pelo nosso presidente Bolsonaro..." por mais que o mesmo não acredite que os dados sejam falsos. Dia 7 de agosto de 2019 a exoneração de Ricardo Galvão foi publicado após sua demissão dia 2 de agosto. Ele foi exonerado a pedido de Bolsonaro. Diretores de centros de pesquisa ligados ao Ministério pediram que Pontes intercedesse a favor do Galvão, algo que não ocorreu. O militar Darcton Policarpo Damião foi escolhido para assumir o INPE interinamente. Em levantamento publicado pela revista Veja em outubro de 2021, foi revelado que o ministro havia feito 107 viagens internacionais, havia ficado 1 em cada 3 dias afastado para viagens entre os quase 1000 dias de mandato, tendo gastado mais de 500 mil reais e sendo o ministro do governo Bolsonaro que mais viajou para fora do país. Este gasto em viagens se torna relevante após ter criticado o governo devido ao corte de R$ 600 milhões na pasta de Ciência e Tecnologia.
No dia 1 de março de 2022, durante o Mobile World Congress, Marcos Pontes afirmou que sairia do Ministério da Ciência até o fim de março para disputar uma vaga como deputado federal em São Paulo. Em janeiro, Jair Bolsonaro já havia anunciado que 12 ministros sairiam para disputar as eleições. De acordo com Pontes, seu sucessor já foi escolhido, mas ainda será anunciado pelo presidente. Em 31 de março de 2022 abdicou do cargo de Ministro para disputar eleição para deputado. Em 22 julho de 2022, o astronauta Marcos Pontes foi escolhido pelo PL para concorrer uma vaga para o Senado Federal por São Paulo Em 2 de outubro foi eleito senador por São Paulo.

## Vida pessoal
Casado com Franciska de Fátima Cavalcanti, Marcos Pontes tem dois filhos e seus passatempos são musculação, futebol, violão, piano, desenho e pintura em aquarela. Além destes hobbies, também se dedica ao radioamadorismo. Utilizou enquanto radioamador o indicativo PY0AEB. Seus pais, Virgílio e Zuleika Pontes, moravam em Bauru. Foi piloto de testes caça da FAB, chegando ao posto de tenente-coronel. Participa de ações humanitárias como associado ao Rotary Club de Bauru - Terra Branca, SP.

## Livros
Publicou quatro livros:
- Pontes, Marcos (2010). É Possível! Como transformar seus sonhos em realidade. Brasil: Editorama. 371 páginas. ISBN 9788561047917: lançado durante a 6ª Bienal do Livro de Campos, no dia 9 de novembro de 2010, em 21 de abril de 2011.
- Pontes, Marcos (2011). Missão Cumprida: A História completa da primeira missão espacial brasileira. Brasil: Chris McHilliard. 561 páginas. ISBN 9788564213012: compartilhando suas ideias e sensações durante todos os eventos que envolveram os bastidores, a preparação, a execução, as polêmicas e os impactos da primeira missão espacial tripulada da história do Brasil.[60]
- Pontes, Marcos (2012). O Menino do Espaço. Brasil: Chris McHilliard. 60 páginas. ISBN 9788564213067: traz de forma divertida e dinâmica a história do primeiro brasileiro a chegar ao espaço, focado ao público infanto-juvenil. A obra traz também uma parte especial para pais e professores e questões ocultas para todos aprenderem sobre o espaço brincando.
- Pontes, Marcos (2015). Caminhando com Gagarin: Crônicas de uma Missão Espacial. Brasil: Chris McHilliard. 120 páginas. ISBN 9788564213081

## Na cultura popular
Ainda em 2006, o quadrinista Mauricio de Sousa resolveu homenagear Marcos Pontes enviando-lhe um e-mail contendo uma ilustração do personagem Astronauta parabenizando o bauruense por ter sido o primeiro brasileiro a ir ao espaço.
No mesmo ano, a banda de heavy metal brasileira Angra gravou uma música em homenagem a Marcos Pontes, denominada "Out of This World" ("Fora deste mundo", em tradução livre), lançada como faixa bônus da edição japonesa do álbum Aurora Consurgens, composta e cantada pelo guitarrista e líder da banda, Rafael Bittencourt.

## Controvérsias

### Críticas do Congresso Nacional
Em 2006, Marcos Pontes retornou ao Brasil após a Missão Centenário, decidindo-se pela entrada na reserva da Aeronáutica. Nesse sentido, a repercussão em torno da situação se tornou bastante ampla, devido à indignação que foi demonstrada pelo Congresso Nacional. Em primeiro momento, o Palácio do Planalto, a AEB (Agência Espacial Brasileira) e a Aeronáutica esperavam que Pontes poderia oferecer um fator de estímulo ao programa espacial e a novas adesões às Forças Armadas, assim como tutoria e treinamento a novos astronautas, justificando um investimento de 10 milhões de dólares do Governo Federal, fortemente defendido pelo Governo Lula, que chegou a conversar com o astronauta em videoconferência na Estação Espacial Internacional: “Em poucos momentos da história do Brasil, tivemos orgulho de um brasileiro como estamos tendo de você. Você, quando partiu, me lembrava o Ayrton Senna com a bandeira nacional”, disse Lula. Após a decisão pela inatividade das funções de Marcos Pontes, o presidente Lula não comentou a escolha, que teve diversos pronunciamentos de frustração por parte de outros parlamentares, como Walter Pinheiro (PT), na época integrante da Comissão de Ciência e Tecnologia da Câmara; Alberto Goldman (PSDB), deputado por São Paulo em 2006; Orlando Fantazzini (PSOL) e Sergio Gaudenzi. Na visão dos políticos, que esperavam o retorno do aprendizado adquirido pelo astronauta para o Programa Espacial Brasileiro, a entidade deveria criar mecanismos de proteção para possíveis investimentos futuros em outros astronautas, tendo em vista que os serviços custeados pelo governo não sejam perdidos no âmbito privado.

### Investigação pelo Ministério Público Militar
Em 2006, Pontes foi alvo de investigação pelo Ministério Público Militar (MPM) para apurar se havia violado o artigo 204 do Código Penal Militar, que proíbe o envolvimento de militares ativos em qualquer atividade comercial. Na investigação, o MPM inquiriu sobre o site Conexão Espacial, propriedade da assessora de imprensa do astronauta, Christiane Gonçalves Corrêa, então dona da companhia Portally Eventos e Produções, pela venda de camisetas e bonés com a imagem de Marcos desde 2002 até a data de sua saída. Em setembro de 2017, documentos foram divulgados pelo jornal The Intercept, que mostravam uma suposta condição de Marcos como sócio da empresa, mas que sempre fora negada pelo político. Após a prescrição da investigação, Pontes se tornou sócio majoritário da empresa, com 80% de participação, enquanto Christiane Corrêa manteve 20% de participação. A mãe da assessora, que possuía cerca de 45% das ações, deixou a sociedade após a entrada de Pontes. Em agosto de 2018, após a investigação já ter prescrito, o recurso foi arquivado pela ministra Rosa Weber.

## Medalhas e Ordens
| Honraria                                                                         | Concedida por                                                     | Ano  |
| -------------------------------------------------------------------------------- | ----------------------------------------------------------------- | ---- |
| Ordem Nacional do Mérito                                                         | Presidência da República                                          | 2006 |
| Ordem do Mérito Aeronáutico                                                      | Força Aérea Brasileira                                            |      |
| Ordem do Mérito Militar                                                          | Exército Brasileiro                                               |      |
| Medalha do Mérito Santos-Dumont                                                  | Força Aérea Brasileira                                            |      |
| Medalha Militar de Bronze (10 anos de serviço)                                   | Força Aérea Brasileira                                            |      |
| Medalha Militar de Prata (20 anos de serviço)                                    | Força Aérea Brasileira                                            |      |
| Medalha Tiradentes                                                               | Polícia Militar do Distrito Federal                               |      |
| Medalha Herói da Federação Russa                                                 | Federação Russa                                                   |      |
| Medalha de Ouro Yuri Gagarin                                                     | Federação Aeronáutica Internacional                               | 2006 |
| Ordem do Mérito Cívico e Cultural                                                | Sociedade Brasileira de Heráldica e Humanística                   |      |
| Ordem do Mérito Literário                                                        | Federação das Academias de Letras e Artes do Estado de São Paulo  |      |
| Ordem do Mérito do Empreendedor Juscelino Kubitschek                             | Centro de Integração Cultural e Empresarial de São Paulo – CICESP |      |
| Ordem do Rio Branco                                                              | Ministério de Relações Exteriores                                 |      |
| Chanceler-Mor da Ordem Nacional do Mérito da Aviação e da Navegação Aeroespacial | Sociedade Brasileira de Heráldica e Humanística                   |      |
| Medalha Custus Vigilat                                                           | Prefeitura Municipal de Bauru,SP                                  | 2006 |
| Ordem de Miguel Arcanjo                                                          | Casa Real de Ghassan                                              | 2019 |
| Medalha do Pacificador                                                           | Exército Brasileiro                                               | 2020 |

## Desempenho eleitoral
| Ano  | Eleição                | Partido | Cargo                                            | Votos      | %      | Resultado  | Ref.   |
| ---- | ---------------------- | ------- | ------------------------------------------------ | ---------- | ------ | ---------- | ------ |
| 2014 | Estaduais em São Paulo | PSB     | Deputado federal                                 | 43.707     | 0,21%  | Não eleito | [ 76 ] |
| 2018 | Estaduais em São Paulo | PSL     | 2º Suplente Senador Titular: Major Olímpio (PSL) | 9.039.717  | 25,81% | Eleito     | [ 77 ] |
| 2022 | Estaduais em São Paulo | PL      | Senador                                          | 10.714.913 | 49,74% | Eleito     | [ 78 ] |

### Em inglês
- «Currículo na NASA (Internet Archive).» 🔗 (em inglês)
- «Marcos Pontes at TEDxHouston 2013» (em inglês)